# Will Tura
Will Tura, pseudoniem van ridder Arthur Achiel Albert Blanckaert (Veurne, 2 augustus 1940), is een Belgische zanger, muzikant en liedjesschrijver. 
Hij begon zijn professionele carrière in 1957 en beleefde in 1962 zijn echte doorbraak, waarna hij uitgroeide tot een van de bekendste en succesvolste Vlaamse artiesten aller tijden. Tot zijn talloze reeks hits behoren onder meer Eenzaam zonder jou (1962), Draai 797204 (1964), El bandido (1966), Arme Joe (1967), Het kan niet zijn (1969), Hopeloos (1981), Mooi, 't leven is mooi (1989), Hoop doet leven (1993) en Hemelsblauw (1994). Hij bracht eveneens meer dan honderd albums uit. Vanwege zijn grote populariteit in vooral Vlaanderen en zijn langdurige aanwezigheid in de muziekwereld wordt Tura ook wel de keizer van het Vlaamse lied genoemd.
Tura's muziekstijl varieert van kleinkunst en Nederlandstalige chansons tot vrolijke pop, van jazz tot gospel en van rock-'n-roll en country tot zelfs rap. Het gros van zijn liedjes is door hemzelf gecomponeerd en doorgaans van tekst voorzien door Nelly Byl. Tura schreef tevens composities die opgenomen werden door andere artiesten, onder wie Etta Cameron, Ann Christy, Jimmy Frey en Marva. 

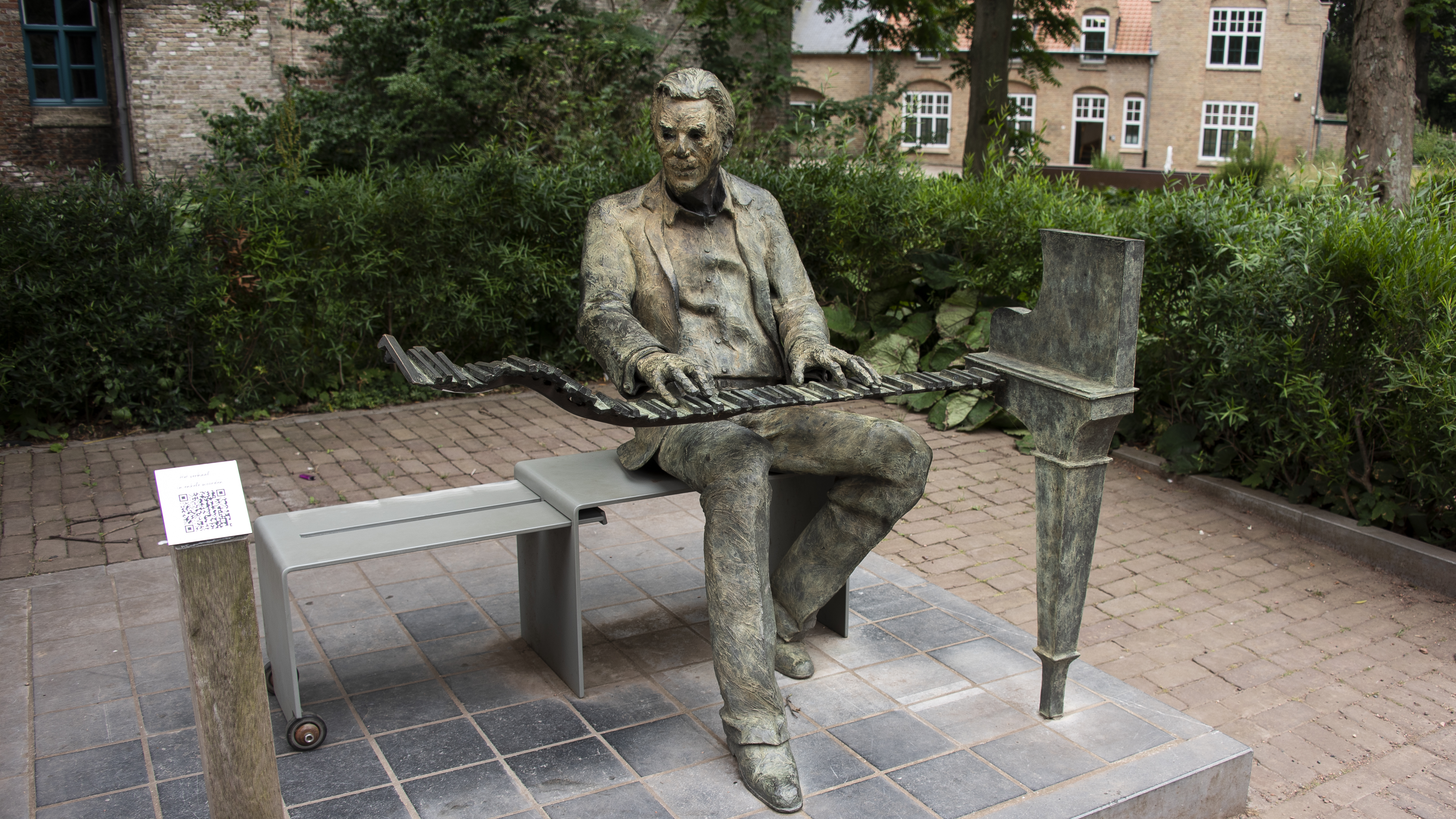
Tura 80 - beeld door Georges Schelstraete in Veurne

In 2023 stopte Tura uiteindelijk  na ruim zestig jaar met optreden, nadat hij gediagnosticeerd werd met de ziekte van Alzheimer.

## Biografie

### Jaren 40 en 50: Jeugd en eerste opnames
In de zomer van 1940, tijdens de nog prille Tweede Wereldoorlog, wordt in het West-Vlaamse Veurne Arthur ("Tuur") Blanckaert geboren. Hij is de vierde van vijf kinderen in het gezin van Désiré Blanckaert (1904-1980) en Magdalena Boomgaert (1912-1995). Reeds op jonge leeftijd raakte hij geïnteresseerd in muziek: hij leert mondharmonica spelen en krijgt later (hoewel zijn ouders aanvankelijk sceptisch zijn over zijn muzikale ambities) van zijn vader een accordeon. Ook zit hij regelmatig achter de drums. 
Op elfjarige leeftijd mag hij optreden in de revue van Walter Richard, waar hij een jodelnummer brengt. Richard bedacht voor de jonge muzikant een artiestennaam: even lijkt dit James Blanca te worden, maar de definitieve keuze valt dan toch op Will Tura.
Wanneer hij in contact komt met de lokale muziekleraar Harry Cogge, krijgt Tura een plaats aangeboden in diens orkest 'De Nachtvlinders'. Cogge leert hem de kneepjes van het vak, waaronder het lezen van muzieknoten en het bespelen van de accordeon. Tura doet mee aan zangwedstrijden, ontpopt zich als een getalenteerd imitator van Gilbert Bécaud en Nat King Cole en wordt tijdens een optreden van Bobbejaan Schoepen in Veurne zelfs op het podium uitgenodigd om mee te jodelen. Spoedig krijgt hij echter de baard in de keel, waarna er voor hem geen plaats meer is in Cogge's orkest. 
In de loop van de tijd verruilt Tura zijn accordeon voor de gitaar. Hij is 15 jaar oud als hij als gitarist wordt aangenomen bij Freddy's Dansorkest van Freddy Feys. Vader Blanckaert werkt overuren om de gitaar voor zijn zoon te kunnen kopen. Tegelijk volgt Tura onderwijs aan de conservatoria te Gent en Oostende; naast gitaarles leert hij er ook piano spelen. Na zijn periode bij Feys speelt hij nog een korte tijd mee in de orkesten van André Coucke en Marcel Sterckx.
In 1957 ontmoet Tura de ervaren en invloedrijke muziekuitgever Jacques Kluger, die hem een platencontract aanbiedt bij Decca. Zijn eerste singletje, Bye bye love, is een Nederlandstalige cover van de bekende gelijknamige hit van The Everly Brothers uit datzelfde jaar. Het nummer wordt opgenomen in de Philips studio in Brussel. Er worden slechts weinig exemplaren van verkocht. Ook Tura's volgende plaatjes (zoals Amapola, Blauwe kimono, Onvergetelijk en Zing kleine vogel) zijn vertalingen van internationale successen, maar leveren geen hit op. 
Op 2 augustus 1958, Tura's achttiende verjaardag, treedt hij in Erpe-Mere voor de eerste keer solo op onder de naam Will Tura. Een jaar later, in juni 1959, volgt zijn eerste televisieoptreden, dat plaatsvindt in het Brusselse Amerikaans Theater. Omdat hij tijdens deze periode zijn legerdienst vervult (in Koksijde en Tongeren), verschijnt hij er in soldatenuniform. Hij brengt er het liedje Zwart, geel, rood.
Ondertussen is Tura benaderd door een filmbedrijf, dat hem de hoofdrol aanbiedt in een speelfilm. Het betreft een Frans-Belgische verfilming van het boek De lange nacht van Marnix Gijsen. Tura verhuist er tijdelijk voor naar Antwerpen en doet al zijn stunts zelf. Een carrière als filmster lijkt in het verschiet te liggen, tot het gehele project wegens financiële problemen vroegtijdig wordt afgeblazen. Tura besluit vervolgens om zijn toekomst weer vooral in de muziek te zoeken in plaats van op het witte doek. 
In 1960 neemt hij een singletje op met zijn jongste broer Jean-Marie ("broertje Jan"), de eerste van een lange reeks singles op het platenlabel Palette.

### Jaren 60: De grote doorbraak

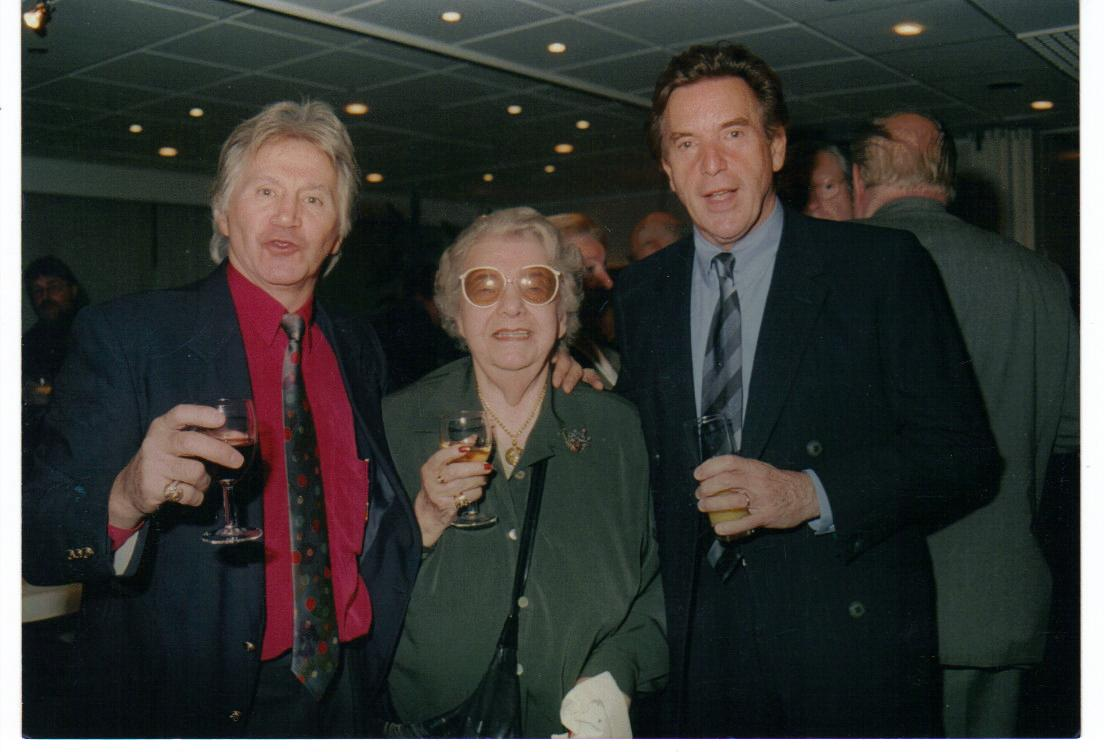
Will Tura (rechts) in 2004, samen met Ke Riema (midden) en Robert Cogoi (links)

Jacques Kluger stimuleert Will Tura om, na het tegenvallende succes van de eerste singles, zijn eigen liedjes te gaan componeren. In 1961 schrijft hij de pianocompositie Tender passion, die door Willy Albimoor wordt opgenomen en vervolgens ook internationaal wordt opgepikt. Caterina Valente en Betty Curtis nemen het in het Italiaans op als Nessuno mai, Camillo Felgen in het Frans als Toi c'est le beau temps en The Four Aces in het Engels als Lonely hill. Pas later, in 1976, zou Tura het zelf in het Nederlands opnemen als Nooit laat ik je gaan.
Tijdens een vakantie in Zuid-Frankrijk in de zomer van 1962 schrijft Tura een melodie die zijn leven zal veranderen. Hij krabbelt de noten op een paar bierviltjes en neemt deze mee naar Vlaanderen, waar Ke Riema er een tekst op schrijft. De titel wordt Eenzaam zonder jou en het lied wordt aan het einde van het jaar zijn nieuwe single. Plots gaat het snel: na een enthousiaste ontvangst en een gestage opmars wordt het in april 1963 Tura's eerste nummer 1-hit. De single blijft maandenlang populair en gaat uiteindelijk 60.000 keer over de toonbank. Het betekent de grote doorbraak voor de 22-jarige zanger en Eenzaam zonder jou zal zijn gehele carrière het lied blijven waarmee hij het meest geïdentificeerd wordt. Dertig jaar later verkiest een opiniepeiling in een Vlaamse krant dit lied als grootste Vlaamse hit aller tijden.
Het plotselinge succes vraagt om een vlugge reactie. Op aanraden van Kluger besluit Tura West-Vlaanderen te verlaten en in de buurt van Brussel te gaan wonen, meer bepaald in Kampenhout, waar hij zijn carrière beter kan ontwikkelen. Zijn ouders verhuizen mee. Jacques Kluger, die dan al enige tijd ziek is, overlijdt op 26 maart 1963. Zijn taken worden definitief overgenomen door zijn zoon Jean Kluger, die Tura in de volgende decennia als trouwe producer en manager zal blijven bijstaan.
In de loop van 1963 brengt Tura zijn eerste album uit. Het is een verzameling van acht liedjes, waaronder de singles Ik zoek je schaduw, Je liegt en Verlaten hart, gebroken hart. Vanaf 1964 zal hij steevast ieder jaar een nieuwe plaat uitbrengen, die simpelweg genummerd zijn in plaats van getiteld. In 1964 scoort hij opnieuw een nummer 1-hit met Draai 797204, een cover van het countryliedje Lonesome 7-7203. De Nederlandstalige tekst is geschreven door Nelly Byl, (met een muzikale bewerking van Serge Van Oppens) die vanaf dat moment zijn vaste tekstschrijver wordt. De single vergaart extra media-aandacht door de overlast die de eigenaren van het genoemde telefoonnummer ervaren van bellende fans.
Samen met onder anderen Leo Caerts start Tura zijn eigen orkest, het Tura Sextet (later omgedoopt naar de Tura Band). Hij treedt veel op, vooral op balavonden maar ook op televisie, zoals in het programma Tienerklanken. Als popidool blijft zijn populariteit in Vlaanderen gedurende de rest van de jaren zestig zeer groot. Hij scoort de ene tophit na de andere (waaronder Heimwee naar huis, Arrivederci Maria, El bandido, Arme Joe en Viva el amor) en sluit het decennium af met vier nummer 1-hits op rij: Angelina, Het kan niet zijn (een lied dat hij al op 16-jarige leeftijd bedacht), In de koolmijn / Hetgeen je niet krijgen kan en Liefdeverdriet. Op de muziekbeurs Midem in het Franse Cannes krijgt hij in 1968 een trofee als de bestverkopende artiest van België.

### Jaren 70: Meer successen, optredens in Vorst
Aan het begin van de jaren zeventig scoort Will Tura successen met singles als San Miguel / M'n airhostess, Linda en de nummer 1-hit Zonneschijn. Inmiddels woonachtig in Steenokkerzeel, wordt hij in 1971 benoemd tot ereburger van zijn geboortestad Veurne. Wanneer manager Jean Kluger in 1973 de nieuwe platenfirma Topkapi sticht, neemt hij Tura mee. Zijn eerste single voor dit label wordt Verboden dromen, een lied waarin sommigen een toepasselijke boodschap menen te horen voor zijn vrouwelijke fans; kort ervoor is de zanger namelijk in het huwelijksbootje gestapt en zodoende geen vrijgezel meer. Met zijn vrouw Jenny krijgt Tura twee kinderen.
Eind 1973 scoort zangeres Marva een hit met Niemand wil je als je ongelukkig bent, geschreven door Tura en Nelly Byl. Tura is dan bezig met de voorbereidingen voor een groots concert. De tijd van de balavonden is voorbij en zijn ambities liggen voortaan in de concertzalen, waar hij hoopt op een publiek dat meer aandacht schenkt aan zijn muziek. 
In maart 1974 staat Tura, als eerste Vlaamse artiest, in een uitverkocht Vorst Nationaal. Op datzelfde moment heeft hij weer een grote hit met Nu sta ik daar. Later in zijn carrière zal hij nog diverse keren naar de concertzaal in Vorst terugkeren, bijvoorbeeld in 1977 ter gelegenheid van zijn twintigjarige artiestenjubileum.
Op het album Vlaanderen m'n land (1977) wijdt Tura alle nummers aan het thema Vlaanderen. Omdat ik Vlaming ben verschijnt op single en bereikt de veertiende plaats in de hitparade, maar het is vooral de B-kant, Vlaanderen m'n land, die uitgroeit tot een klassieker. Hij had dit nummer in 1969 al eens opgenomen voor zijn album 7. Later in dat jaar brengt hij een ode aan de dan net overleden Elvis Presley op de single Goodbye Elvis, die internationaal ook een hit wordt in de versie van de Franse zanger Ringo.
In contrast met zijn successen in Vlaanderen, realiseert Tura zich dat zijn status in Nederland opvallend weinig voorstelt. In de eerste helft van de jaren zestig heeft hij in Nederland bescheiden noteringen behaald met Eenzaam zonder jou en Draai 797204, maar daarna is geen van zijn nummers er nog aangeslagen. Om nogmaals te proberen een Nederlandse doorbraak te bewerkstelligen, gaat hij in 1978 in zee met Peter Koelewijn. Samen schrijven ze Hier ben ik dan dj, een nummer dat Tura's relatie met Nederland omschrijft. Ondanks de nodige promotie lukt het echter ook nu niet om de radiobazen in Hilversum te overtuigen: de single komt niet verder dan de tipparade. Het door Koelewijn geschreven en geproduceerde Sil en de baby (1979) flopt hierna eveneens. Mede wegens tijdsgebrek besluit Tura zich vervolgens weer volledig op Vlaanderen te richten, waarbij ook langzaam een einde komt aan het regelmatig vertalen van zijn nummers voor de internationale markt. Ironisch genoeg zal hij er in 1981, vanuit het niets, alsnog in slagen Nederland te veroveren wanneer Hopeloos onverwachts de top 10 bereikt van de Nederlandse Top 40.
In 1979 verschijnt het album In mijn caravan, waarvan onder meer het reggae-achtige titelnummer en Een huisje in Montmartre op single worden uitgebracht.

### Jaren 80: De Rode Duivels, Elvis enTien Om Te Zien
Aan het begin van de jaren tachtig experimenteert Will Tura met een moderner geluid, onder meer gekenmerkt door het gebruik van synthesizers. Op het album Tura 81, dat onder meer de hit Hopeloos bevat, speelt toetsenist Wally Badarou prominent mee op de keyboards. Er is ook ruimte voor nevenprojecten: zo neemt Tura, naar aanleiding van de Belgische deelname aan het WK voetbal van 1982, een plaatje op met de Rode Duivels: De Rode Duivels gaan naar Spanje. Het nummer groeit tijdens het toernooi uit tot een grote hit en krijgt bij de volgende twee wereldkampioenschappen een vervolg met respectievelijk De Rode Duivels gaan naar Mexico (1986) en De Rode Duivels gaan naar Rome (1990).
In 1982 staat Tura ruim 25 jaar op de planken. Speciaal hiervoor trekt hij naar Nashville en Londen om er de cd 25 jaar Tura op te nemen, een verzameling nieuwe opnames van zijn grootste successen. Later dat jaar, op 16 oktober, treedt hij voor de derde keer op in Vorst Nationaal.
Nederlandstalige muziek verliest in deze periode aan populariteit, maar hoewel ook Tura in de hitlijsten minder in het oog springt, blijft hij zeer actief. Hij blijft jaarlijks een album uitbrengen, meestal vernoemd naar het jaar van uitgave. Zo is er in 1983 het album Tura 83, waarop onder meer een Engelstalig duet staat met Patricia Paay. Een jaar later levert hij Tura 84 af, met daarop hits als Vergeet Barbara en Ik mis je zo. Aansluitend keert Tura terug naar Nashville om er als eerbetoon aan Elvis Presley een album op te nemen: Tura zingt Elvis Presley. De nummers betreffen Nederlandstalige versies van Elvis-hits, opgenomen met Presley's begeleidingsgroep The Jordanaires.
In maart 1985 vindt in de Ancienne Belgique in Brussel het evenement Tura in concert plaats. Tijdens deze concerten wordt tevens de dubbele liveplaat Tura 85 opgenomen. Die zomer verrast Tura met een optreden op Marktrock in Leuven, waar hij tegen de verwachtingen in het rockgezinde publiek voor zich weet te winnen.
Samen met Felice Damiano verzorgt Tura in 1987 het Gordellied: Gordelen moet je doen. Het komt terecht op het dat jaar verschenen album Ik zing alleen voor jou, zijn eerste album dat ook op cd verschijnt. Inmiddels heeft hij dan Steve Willaert ontmoet, die voortaan verantwoordelijk wordt voor het arrangeren van zijn composities. Het door Robert Groslot gedirigeerde London Symphony Orchestra brengt in 1987 een album uit met uitvoeringen van Tura's nummers, speels getiteld Ouvertura. In december 1987 staat Tura wederom in Vorst Nationaal.
In de herfst van 1988 raakt Tura betrokken  bij een zwaar auto-ongeluk. Hij loopt hierbij een hersenschudding en een verbrijzelde knieschijf op. In de hierop volgende revalidatieperiode blijft hij zich echter gewoon bezighouden met muziek. Zo neemt hij de single Mooi, 't leven is mooi op, met een aan het incident refererende tekst van Nelly Byl. Het nummer (een cover van het eveneens door Byl geschreven Help (Get me some help)) wordt een grote hit, niet in de laatste plaats dankzij een optreden in de populaire VTM-show Tien om te zien. Tura keert later nog vaak in dit televisieprogramma terug en wijdt er zelfs een liedje aan: Zoals die zomer van Tien Om Te Zien (1991).
In december 1988 wordt Tura in privé-audiëntie ontvangen door koning Boudewijn. Na Mooi, 't leven is mooi scoort hij ook goed met de opvolgende singles Geef me liefde (zijn eerste top 10-hit in de reguliere Vlaamse hitlijsten sinds zeven jaar) en De noorderwind.

### Jaren 90: Symfonie en gospel
Tura's vijftigste verjaardag, op 2 augustus 1990, wordt uitgebreid gevierd. Zelf geeft hij, voor een publiek van 15.000 mensen, een openluchtconcert in zijn geboortestad Veurne, waarvan later een cd-registratie verschijnt. Tevens wordt hij door collega-artiesten geëerd met twee albums: het door VTM uitgebrachte 16 voor Tura (met daarop covers van onder meer Dana Winner, John Terra, Jimmy Frey, Johan Verminnen en Willy Sommers) en het door weekblad Humo geïnitieerde Turalura, waarop zijn liedjes uitgevoerd worden door verschillende Vlaamse rockmuzikanten. Van laatstgenoemde cd wordt vooral Arme Joe van Noordkaap een succes.
In 1992 scoort Tura een aantal grote hits, waaronder Alles en Helena. Het meeste opzien baart hij echter met de single Moa ven toh, een rapnummer in het West-Vlaams dialect dat aan het einde van dat jaar de negende plaats behaalt in de Vlaamse hitlijsten.
Een van Tura's langgekoesterde dromen gaat in vervulling wanneer hij in 1992 optreedt met een groot symfonieorkest. Het is het BRTN Filharmonisch orkest dat hem, met hulp van een groot gemengd koor en onder leiding van Fernand Terby, bijstaat tijdens een live opgenomen concert in Vorst Nationaal. Het evenement wordt later onder de titel Tura in symfonie op televisie uitgezonden en uitgebracht op cd en videoband. Door het grote succes krijgt het concept in latere jaren een vervolg in de vorm van Tura in symfonie II (1994) en Tura in symfonie III (1996). Alle edities zijn goed voor goud of platina.
Na het overlijden van koning Boudewijn in 1993 wordt Tura gevraagd om op te treden tijdens diens uitvaartplechtigheid. In de Brusselse kathedraal van Sint-Michiel en Sint-Goedele maakt hij indruk met twee nummers: Hoop doet leven (dat hij feitelijk geschreven had voor zijn enkele jaren voordien overleden broer Jean-Marie) en Ik mis je zo. 21 jaar later, in 2014, zal hij Hoop doet leven eveneens vertolken tijdens de uitvaart van Boudewijns echtgenote, koningin Fabiola.
In de zomer van 1994 brengt Tura de single Hemelsblauw uit, een nummer dat hij reeds tien jaar voordien (onder de titel La luna de Asuncion) heeft gecomponeerd voor zijn goede vriend Digno García. De single wordt een van zijn grootste successen en staat een half jaar in de algemene Vlaamse hitlijst genoteerd. Het lied verschijnt tevens op de cd Bloed, zweet en tranen (1995), die de nummer 1-positie bereikt in de Vlaamse albumlijst. De van ditzelfde album afkomstige singles Tussen jou en mij, La melodia en Een hart van goud zijn eveneens succesvol.
In 1995 wordt Tura benoemd tot Cultureel Ambassadeur van Vlaanderen. Speciaal voor deze gelegenheid en in opdracht van de Vlaamse Regering maakt hij het meertalige album Europa, waarop hij een aantal van zijn hits vertolkt in uiteenlopende Europese talen. Niet alleen Engels, Frans, Spaans en Duits komen aan bod, maar ook minder voor de hand liggende talen als Zweeds, Tsjechisch, Grieks, Deens en Hongaars. Eind 1997 ondergaat Tura een operatie aan zijn stembanden.
Aan zijn broer Staf, die decennialang zijn licht- en klanktechnicus is maar in 1998 overlijdt, draagt Tura het nummer Alleen gaan op (een vertaling van Comme d'habitude en My way). Er volgt een emotionele tijd, maar in november 1998 staat de zanger opnieuw drie avonden in Vorst Nationaal. Vervolgens stort Tura zich op het gospel-genre: hij brengt in 1999 een dubbelalbum uit met gospel- en kerstnummers en treedt in de kerstperiode van 1999 op in twaalf Vlaamse kerken. Ter gelegenheid van het koninklijk huwelijk van prins Filip en Mathilde werkt Tura eind 1999 ook samen met Rob Vanoudenhoven en Arno, met wie hij het gelegenheidstrio 'De III Belgen' vormt. Ze brengen een moderne versie uit van de Brabançonne, getiteld Zwart geel rouge.

### Jaren 00: De mooiste droom

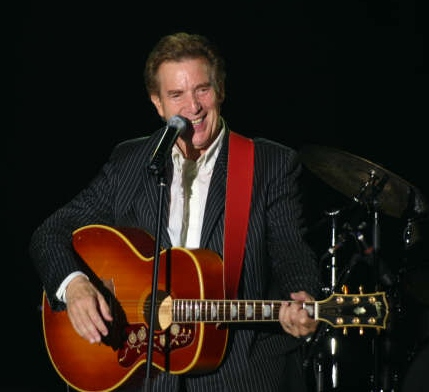
Will Tura in 2005

Hoewel Will Tura na de millenniumwisseling geen grote hits meer scoort, blijft zijn populariteit onverminderd groot. Hij blijft actief zingen en componeren en zijn concerten trekken nog steeds volle zalen. 
In april 2000 is Tura de centrale gast tijdens de Nekka-Nacht. Rond zijn zestigste verjaardag, later dat jaar, verschijnt zijn album Ware liefde. Gedurende de volgende twee jaar werkt hij in de Abbey Road Studios in Londen aan De mooiste droom, een album met het London Philharmonic Orchestra onder leiding van Dirk De Caluwé. Ook voor deze plaat, zijn duurste productie ooit, worden alle nummers weer door hemzelf gecomponeerd, terwijl de teksten verzorgd worden door onder meer Jan Savenberg, Bart Peeters, Dirk Blancke en Philippe Robrecht. De mooiste droom komt uit in het voorjaar van 2002.
In juli 2001 wordt Tura verheven in de Belgische adelstand met de titel van ridder. Op het koninklijk paleis ontvangt hij hiervoor een oorkonde van koning Albert II. Het volgende jaar legt hij zich opnieuw toe op gospel: naast een live-cd in dit genre maakt hij ook een tournee waarbij hij geflankeerd wordt door een gospelkoor. De concertreeks brengt hem in december 2003 naar het Sportpaleis van Antwerpen.
Zowel Tura's 65ste verjaardag (2005) als zijn vijftigjarige carrière (2007) wordt uitgebreid gevierd. De Vlaamse media schenken aan beide mijlpalen veel aandacht en collega-artiesten nemen in 2005 de cd Viva Tura op. Tura zelf geeft in 2007 twee symfonische concerten met het Vlaams Radio Orkest in Vorst Nationaal (de vijfde editie van Tura in symfonie). Met hetzelfde gezelschap had hij in 2006 ook al een album opgenomen: Dank u, Vlaanderen, waarop hij een aantal van zijn bekende nummers en andere Vlaamse klassiekers vertolkt.
Enkele maanden na het verschijnen van de succesvolle cd-box 100 hits is Tura in april 2009 een van de hoofdartiesten tijdens het Schlagerfestival in Hasselt. Later dat jaar toont hij zich weer van een heel andere kant met het dubbelalbum Onvergetelijk / Unforgettable, een verzameling croonerklassiekers in zowel een Nederlandstalige als een Engelstalige versie.

### Jaren 10: Musical en film
In 2010 worden allerlei initiatieven genomen naar aanleiding van Tura's zeventigste verjaardag. Zijn dochter Sandy Blanckaert publiceert een biografie en de zanger wordt gelauwerd op radio en televisie, onder meer met een aan hem gewijde aflevering van de Canvas-reeks Belpop. In samenwerking met het weekblad Humo verschijnt, twintig jaar na het eerste deel, de cd Turalura 2, opnieuw een reeks Tura-nummers uitgevoerd door hedendaagse artiesten. De meeste van hen treden aan tijdens een speciaal concert in de Brusselse Ancienne Belgique, waar Tura als eregast zijn opwachting maakt. Zelf viert de zanger zijn verjaardag met een concert in de Ethias Arena in Hasselt en met de driedubbele verzamel-cd Tura 70 - Helemaal Tura, die goed is voor een gouden plaat.
Met het album Ik ben een zanger (2012) lanceert Tura voor het eerst in tien jaar weer een cd met uitsluitend nieuwe nummers. Ook komt een fotoboek van hem op de markt, getiteld Een leven in beeld. In 2014 volgt een samenwerking met schlagerzanger Christoff, met wie Tura een paar uitverkochte concerten geeft. Hun gezamenlijke verzamelalbum Back to back bereikt de eerste plaats in de albumlijsten.
Naar aanleiding van zijn 75ste verjaardag staat Tura in 2015 opnieuw vol in de schijnwerpers. Andermaal nemen collega-artiesten een album op met liedjes uit zijn oeuvre, ditmaal onder de titel Vlaanderen zingt Tura. Net als in 2000, 2005 en 2010 geeft de jarige zelf een groots verjaardagsconcert op de Grote Markt van Veurne. Het blijkt voorlopig zijn laatste volledige concert te zijn wanneer hij aankondigt het voortaan rustiger aan te willen doen en alleen nog sporadisch te zullen optreden bij speciale gelegenheden. Tura concentreert zich vervolgens, samen met Steve Willaert, op het componeren van de Studio 100-musical '40-'45, waarvoor zij gestrikt zijn door Gert Verhulst. Het schrijfproces neemt ongeveer twee jaar in beslag. Tussendoor brengt Tura begin 2016 een nieuw studioalbum uit: Klein geluk, met daarop de al eerder uitgebrachte single Viva la vida. In dezelfde periode verschijnt eveneens een omvangrijk carrière-overzicht op de verzamelbox 't Leven is mooi, bestaande uit 21 cd's en 5 dvd's. In september 2017 geeft Tura twee concerten in de AB, waar tevens een cd-registratie van uitkomt.
Voor de musical '40-'45, die in het najaar van 2018 in première gaat, worden meer dan een half miljoen tickets verkocht. Het bijhorende album behaalt de gouden status. Tegelijkertijd is Tura in de Vlaamse bioscopen te zien dankzij Hoop doet leven, een docufilm van regisseur Dominique Deruddere waarin Tura's levensverhaal wordt belicht. Het aan de hand van archiefbeelden getoonde verhaal wordt in de ik-vorm verteld door Jan Decleir. Naast een driedubbel verzamelalbum dat bij de film wordt uitgebracht, verschijnt tevens een biografie, geschreven door zijn manager Jean Kluger en Myriam Dekoster, die jarenlang met hen samenwerkte.
Het enige concert dat Tura in 2019 geeft, valt op 11 juli, de feestdag van de Vlaamse Gemeenschap: hij treedt samen met de Brussels Philharmonic op in de Ancienne Belgique tijdens het evenement "Brussel Danst".

### Jaren 20: Tura 80, Diagnose alzheimer, Afscheidsconcert "Tura nodigt uit"
Op 2 augustus 2020 wordt Will Tura tachtig jaar. Zijn geboortestad Veurne eert hem met een standbeeld, waarvan de onthulling echter uitgesteld moet worden vanwege de coronapandemie. Ook een gepland concert in de stad vindt om deze reden geen doorgang. Desondanks wordt de mijlpaal uitgebreid bejubeld op radio en televisie. Het verzamelalbum Tura 80, bestaande uit vier cd's, komt direct binnen op nummer 1 van de Vlaamse albumlijst. Na Leonard Cohen is Tura hiermee de oudste artiest ooit die deze lijst aanvoerde.
In december 2022 is Tura aanwezig bij de première van Vergeet Barbara, een Studio 100-musical die volledig rond zijn hits is opgebouwd. De arrangementen voor de musical zijn geschreven door Steve Willaert en de hoofdrollen worden gespeeld door Gert Verhulst, James Cooke, Jelle Cleymans en Jonas Van Geel. Naar aanleiding van de musical verschijnt opnieuw een verzamelalbum met bekende Tura-nummers.
Op 30 maart 2023 maakt Will Tura in een interview met Het Laatste Nieuws bekend om, na meer dan 60 jaar, te stoppen met optreden. Op 2 juni van dat jaar maakte Tura tijdens een interview op Radio2 met schoonzoon Luk Alloo bekend dat hij de ziekte van Alzheimer heeft. Op diezelfde dag lanceerde hij zijn laatste single, Als ik terugkijk, In samenwerking met Bart Peeters. Eind juli 2023 verscheen Will zijn laatste album, Als ik terugkijk (en 99 andere liedjes), dat uit vijf cd’s en honderd van zijn grootste hits bestond.
Will Tura nam afscheid van zijn publiek met twee concerten in het Antwerpse Sportpaleis op 28 en 29 december 2023. In "Tura nodigt uit" waren meer dan twintig Belgische artiesten die de 83-jarige zanger eerden door een lied uit zijn repertoire te brengen.
Op 2 augustus 2025 werd ter ere van zijn 85-jarige verjaardag een top 85 uitgezonden op Radio Bene.

### Persoonlijk
Will Tura huwde in 1973 Jenny Swinnen, die hij enkele jaren voordien had ontmoet. Zij kregen een zoon (1974) en een dochter (1975). Tura's schoonzoon is presentator Luk Alloo.

## Prijzen en onderscheidingen (selectie)
- Humo's Pop Poll: zeven keer uitgeroepen tot beste zanger nationaal (1967–1974)
- Trofee voor bestverkopende platenartiest van België van Midem (1968)
- Ereburgerschap van Veurne (1971) en ereburgerschap van Kampenhout (1975)
- Radio 2 Zomerhit voor Verboden dromen (1973) en Zomerliefje (1977)
- Radio 2 Zomerhit (nevencategorieën): persprijs (Dona Carmela, 1976), beste Nederlandstalige lied (Hopeloos, 1981), beste componist (1984), carrièreprijs (1999), beste album (De mooiste droom, 2002)
- Dag Hammarskjöldprijs, wegens artistieke verdiensten en om zijn rechtstreekse en onrechtstreekse inzet om het leed van de mensheid te verzachten (1979)
- Het Gouden Oog in de categorie "Beste zanger" (1992, 1993, 1994)
- Benoeming tot Cultureel Ambassadeur van Vlaanderen (1995)
- ZAMU Award voor zijn gehele carrière (1996)
- Benoeming tot Officier in de Kroonorde (1999)
- Opname in De Eregalerij van Radio 2: Eenzaam zonder jou (2000), gehele carrière (een leven vol muziek, 2003) en Ik mis je zo (2014)
- Verheven in de persoonlijke Belgische adel met de titel van ridder (19 juli 2001)
- Gouden erepenning van het Vlaams Parlement, toegewezen voor zijn verdiensten in de lichte Vlaamse muziek (2007)
- Music Industry Awards (MIA's): "Beste populaire artiest" (2010) en "Lifetime achievement award" (2015)
- Muze van Sabam, voor zijn levenswerk (2014)
- Een ster op de Walk of Fame in Plopsaland De Panne (2014) en een ster op de Walk of Fame in Bokrijk (2016)
- Eerste eretitel van "Brussels Ketje" van de stad Brussel (2016)
- Gulden Spoor voor culturele uitstraling (2019)
- Bronzen standbeeld in het stadspark van Veurne (2020)[19]
- Vernoeming naar hem van een sportpark in Veurne: het Will Tura-Sportpark, waar onder meer voetbalploeg KSV Veurne speelt
- Ereteken van de Vlaamse Gemeenschap (2022)

## Trivia
- Will Tura scoorde 58 nummer 1-hits in de Vlaamse Top 10 van Ultratop, alle in de periode tussen 1970 en 1994.
- In 2005 eindigde hij op nummer 146 in de Vlaamse versie van De Grootste Belg, buiten de officiële nominatielijst.
- Zijn nummer Ik mis je zo won in 2007 de muziekwedstrijd Zo is er maar één. Het lied werd gebracht door Udo.
- Eenzaam zonder jou werd geparodieerd door Urbanus.
- Tura heeft een cameo in het Suske en Wiske-album De Krimson-crisis, waarin hij een van de Bekende Vlamingen is die meevechten tegen Krimson.
- De muziek van Will Tura is een rode draad in het tweede seizoen van de Eén serie Eigen Kweek. De antagonist van het verhaal, gespeeld door Sam Louwyck, is een grote Tura fan. In de seizoensfinale verschijnt Will Tura in een droom van Ria, gespeeld door Sien Eggers, waardoor duidelijk wordt wat de code van een cruciale kluis in het verhaal is.
- Anatool zingt in het Jommeke-album Het oké-parfum het liedje Mooi, 't leven is mooi.
- Vergeet Barbara staat centraal in het verhaal Will Tura's gouden raad, te vinden in de verhalenbundel Beachy Head en andere verhalen van de Belgische auteur Lode Demetter (ISBN 978-90-82-43690-7).

## Discografie

### Albums
Hieronder staan slechts studioalbums vermeld. Voor een volledig overzicht van Tura's oeuvre, zie Discografie van Will Tura.
| - Will Tura (1963) - Will Tura (1) (1964) - Will Tura 2 (1965) - Will Tura 3 (1965) - At the piano - Will Tura plays Will Tura (1966) - Will Tura 4 (1967) - Will Tura 5 (1968) - Will Tura 6 (1968) - Will Tura 7 (1969) - Will Tura 8 (1970) - Will Tura 9 (1971) - Will Tura 10 (1972) - Will Tura 11 (1973) - Witte Kerstmis (1973) - Will Tura 12 (1974) - De wereldreis van kleine Jan (1974) - Will Tura 13 (1975) - Will Tura 14 (1976) - Will Tura in Nashville (1976) - Will Tura 15 (1977) - Vlaanderen m'n land (1977) - Will Tura 16 (1978) - Hello moeders! (1978) - In mijn caravan (1979) - Liedjes die ik graag had gezongen (1955-1960) (1980) - Tura 81 (1981) |  | - Liedjes die ik graag had gezongen (1960-1965) (1981) - Tura 82 (1982) - 25 jaar - 22 allergrootste suksessen (1982, nieuwe opnames) - Tura 83 (1983) - Will Tura zingt Elvis Presley (1984, met The Jordanaires) - Tura 84 (1984) - Waar een Will is... (1985) - Tura 87 (1986) - Ik zing alleen voor jou (1987) - Vlaanderen (1988) - Tura vandaag (1989) - Nieuwe wegen (1991) - Rock 'n roll in mijn hart (1991) - Moa ven toh (1992) - Hoop doet leven (1993) - Bloed, zweet & tranen (1995) - Europa (1996) - Puur Tura (1997) - Tura Gospel (& Kerst) (1999) - Ware liefde (2000) - De mooiste droom (2002, met The London Philharmonic Orchestra) - Dank u, Vlaanderen (2006, met het Vlaams Radio Orkest o.l.v. Dirk De Caluwé) - Onvergetelijk / Unforgettable (2009) - Ik ben een zanger (2012) - Klein geluk (2016) |

De volgende albums stonden genoteerd in de Vlaamse en Nederlandse hitlijsten. Gegevens van vóór 1995 ontbreken. 
| Album met hitnotering(en) in de Vlaamse Ultratop 200 albums | Datum van verschijnen | Datum van binnenkomst | Hoogste positie | Aantal weken | Opmerkingen                                                                                    |
| ----------------------------------------------------------- | --------------------- | --------------------- | --------------- | ------------ | ---------------------------------------------------------------------------------------------- |
| Tura in symfonie II                                         | 1994                  | 08-04-1995            | 44              | 2            | m.m.v. BRTN Filharmonisch Orkest en Groot Gemengd Koor o.l.v. Fernand Terby / 2 cd's / Platina |
| Bloed, zweet & tranen                                       | 1995                  | 09-09-1995            | 1 (1wk)         | 23           | Platina                                                                                        |
| Tura in studio - Live                                       | 1995                  | 06-01-1996            | 46              | 2            | Livealbum, 2 cd's                                                                              |
| Europa                                                      | 1996                  | 04-05-1996            | 3               | 9            | Goud                                                                                           |
| Tura in symfonie III                                        | 1996                  | 21-12-1996            | 21              | 9            | m.m.v. BRTN Filharmonisch Orkest en Koor o.l.v. Silveer Van den Broeck / 2 cd's / Goud         |
| Puur Tura                                                   | 1997                  | 06-09-1997            | 4               | 6            |                                                                                                |
| Alleen gaan en de mooiste slows 1987 - 1997                 | 1998                  | 29-08-1998            | 5               | 9            | Verzamelalbum / Goud                                                                           |
| Tura in Vorst - 40 jaar live                                | 1998                  | 19-12-1998            | 26              | 6            | Livealbum, 2 cd's                                                                              |
| Tura Gospel (& Kerst)                                       | 1999                  | 27-11-1999            | 26              | 8            | 2 cd's                                                                                         |
| Ware liefde                                                 | 2000                  | 12-08-2000            | 5               | 9            |                                                                                                |
| De hits van Tura - Het beste uit de jaren 90                | 2001                  | 08-12-2001            | 18              | 8            | Verzamelalbum, 2 cd's                                                                          |
| De mooiste droom                                            | 2002                  | 20-04-2002            | 4               | 10           | met The London Philharmonic Orchestra                                                          |
| Zoals die zomer van Tien Om Te Zien                         | 2004                  | 14-08-2004            | 7               | 10           | Verzamelalbum & dvd                                                                            |
| Het allerbeste van Will Tura - Daar sta je dan              | 2004                  | 20-08-2005            | 90              | 1            | Verzamelalbum, 2 cd's                                                                          |
| Hitcollectie - 45 nr. 1-hits                                | 2005                  | 17-12-2005            | 6               | 28           | Verzamelalbum, 2 cd's                                                                          |
| Dank u, Vlaanderen                                          | 2006                  | 18-11-2006            | 39              | 14           | met het Vlaams Radio Orkest o.l.v. Dirk De Caluwé / 2 cd's                                     |
| Tura in symfonie 5                                          | 2007                  | 23-06-2007            | 88              | 10           | met het Vlaams Radio Orkest o.l.v. Dirk De Caluwé / 2 cd's                                     |
| Hitcollectie volume 2                                       | 02-11-2007            | 24-11-2007            | 28              | 12           | Verzamelalbum, 2 cd's                                                                          |
| 100 hits                                                    | 12-12-2008            | 20-12-2008            | 3               | 26           | Verzamelalbum, 5 cd's / Goud                                                                   |
| Onvergetelijk / Unforgettable                               | 11-09-2009            | 19-09-2009            | 11              | 21           | 2 cd's / Goud                                                                                  |
| Hits, live & anders                                         | 16-11-2009            | 28-11-2009            | 45              | 8            | Verzamelalbum & livealbum, 5 cd's                                                              |
| Tura 70 - Helemaal Tura                                     | 22-11-2010            | 27-11-2010            | 2               | 22           | Verzamelalbum, 3 cd's / Goud                                                                   |
| Ik ben een zanger                                           | 30-03-2012            | 07-04-2012            | 3               | 32           | Goud                                                                                           |
| Liefde - Tura's mooiste liedjes over de liefde              | 25-04-2014            | 03-05-2014            | 18              | 28           | Verzamelalbum, 2 cd's                                                                          |
| Zingen en dansen met Will Tura - Unieke live medleys        | 19-09-2014            | 27-09-2014            | 36              | 11           | Livealbum                                                                                      |
| Back to back                                                | 27-10-2014            | 08-11-2014            | 1 (1wk)         | 49           | Verzamelalbum met Christoff / Platina                                                          |
| Mama - Liedjes over moeders                                 | 13-04-2015            | 18-04-2015            | 7               | 18           | Verzamelalbum                                                                                  |
| Best of - Radio 2 collectie                                 | 29-05-2015            | 06-06-2015            | 4               | 45           | Verzamelalbum & karaoke-cd                                                                     |
| Hemels - prachtige kerst- & gospelliedjes                   | 27-11-2015            | 05-12-2015            | 43              | 8            | Verzamelalbum, 2 cd's                                                                          |
| Klein geluk                                                 | 22-01-2016            | 30-01-2016            | 2               | 44           | Cd & live-dvd / Goud                                                                           |
| 't Leven is mooi                                            | 04-12-2015            | 06-02-2016            | 19              | 25           | Verzamelbox: 21 cd's & 5 dvd's                                                                 |
| Live in de AB                                               | 10-11-2017            | 18-11-2017            | 7               | 20           | Livealbum, 2 cd's                                                                              |
| Hoop doet leven                                             | 07-09-2018            | 15-09-2018            | 5               | 19           | Verzamelalbum (Soundtrack Hoop doet leven) / 3 cd's                                            |
| Tura 80                                                     | 31-07-2020            | 08-08-2020            | 1 (6wk)         | 34           | Verzamelalbum, 4 cd's                                                                          |
| Vergeet Barbara                                             | 02-12-2022            | 10-12-2022            | 20              | 11           | Verzamelalbum, 2 cd's                                                                          |
| Als ik terugkijk (en 99 andere liedjes)                     | 28-06-2023            | 05-08-2023            | 1 (1wk)         | 1*           |                                                                                                |

| Album met eventuele hitnotering(en) in de Nederlandse Album Top 100 | Datum van verschijnen | Datum van binnenkomst | Hoogste positie | Aantal weken | Opmerkingen   |
| ------------------------------------------------------------------- | --------------------- | --------------------- | --------------- | ------------ | ------------- |
| Tura 81                                                             | 1981                  | 15-08-1981            | 43              | 5            |               |
| Het allerbeste van Will Tura - Daar sta je dan                      | 2004                  | 23-10-2004            | 50              | 1            | Verzamelalbum |

### Singles
Hieronder staan de singles vermeld die genoteerd stonden in de Vlaamse en Nederlandse hitlijsten. Voor een volledig overzicht van Tura's oeuvre, zie Discografie van Will Tura.
| Single met hitnotering(en) in de Vlaamse Ultratop 50 | Datum van verschijnen | Datum van binnenkomst | Hoogste positie | Aantal weken | Opmerkingen                                                         |
| ---------------------------------------------------- | --------------------- | --------------------- | --------------- | ------------ | ------------------------------------------------------------------- |
| Onvergetelijk                                        | 1959                  | 01-12-1959            | 13              | 3 mnd        |                                                                     |
| Jij bent nu 17 geworden                              | 1962                  | 01-03-1962            | 19              | 2 mnd        |                                                                     |
| Hey hey!                                             | 1962                  | 01-07-1962            | 16              | 2 mnd        |                                                                     |
| Eenzaam zonder jou                                   | 1962                  | 01-12-1962            | 1 (1 mnd)       | 7 mnd        |                                                                     |
| Ik wacht op jou                                      | 1963                  | 01-04-1963            | 19              | 2 mnd        |                                                                     |
| Je liegt                                             | 1963                  | 01-07-1963            | 2               | 4 mnd        |                                                                     |
| Verlaten hart, gebroken hart                         | 1963                  | 01-12-1963            | 9               | 2 mnd        |                                                                     |
| Draai 797204                                         | 1964                  | 01-04-1964            | 1 (1 mnd)       | 4 mnd        |                                                                     |
| Wees verstandig                                      | 1964                  | 01-07-1964            | 11              | 2 mnd        |                                                                     |
| Als de zomer weer voorbij zal zijn                   | 1964                  | 01-09-1964            | 4               | 2 mnd        |                                                                     |
| Een oude kerstmiskaart                               | 1964                  | 01-12-1964            | 10              | 2 mnd        |                                                                     |
| Elke zaterdag                                        | 1965                  | 01-03-1965            | 7               | 1 mnd        |                                                                     |
| Lach ermee                                           | 1965                  | 01-04-1965            | 14              | 2 mnd        |                                                                     |
| Het verleden is weer dichtbij                        | 1965                  | 01-08-1965            | 17              | 1 mnd        |                                                                     |
| Ciao, adieu, bye bye                                 | 1965                  | 01-12-1965            | 9               | 11           |                                                                     |
| Heimwee naar huis                                    | 1966                  | 26-02-1966            | 4               | 22           |                                                                     |
| Arrivederci Maria                                    | 1966                  | 16-07-1966            | 4               | 19           |                                                                     |
| El bandido                                           | 1966                  | 19-11-1966            | 1 (5wk)         | 20           |                                                                     |
| De zigeuner                                          | 1967                  | 08-04-1967            | 5               | 15           |                                                                     |
| Horen, zien en zwijgen                               | 1967                  | 29-07-1967            | 3               | 14           |                                                                     |
| Arme Joe / Mijn winterroosje                         | 1967                  | 18-11-1967            | 2               | 14           |                                                                     |
| 20 minuten geduld                                    | 1968                  | 09-03-1968            | 7               | 7            |                                                                     |
| Viva el amor                                         | 1968                  | 15-06-1968            | 1 (3wk)         | 15           |                                                                     |
| Zorg voor m'n hart                                   | 1968                  | 21-09-1968            | 4               | 10           |                                                                     |
| Angelina                                             | 1968                  | 28-12-1968            | 1 (3wk)         | 15           |                                                                     |
| Het kan niet zijn                                    | 1969                  | 19-04-1969            | 1 (6wk)         | 18           |                                                                     |
| Dam-di-dam                                           | 1969                  | 17-05-1969            | 11              | 3            |                                                                     |
| In de koolmijn / Hetgeen je niet krijgen kan         | 1969                  | 06-09-1969            | 1 (2wk)         | 14           |                                                                     |
| Liefdeverdriet                                       | 1969                  | 27-12-1969            | 1 (2wk)         | 14           |                                                                     |
| M'n air-hostess                                      | 1970                  | 18-04-1970            | 10              | 3            | Nr. 23 in de Radio 2 Top 30                                         |
| San Miguel                                           | 1970                  | 02-05-1970            | 9               | 12           | Nr. 23 in de Radio 2 Top 30                                         |
| Hij komt terug                                       | 1970                  | 18-07-1970            | 10              | 13           | Nr. 18 in de Radio 2 Top 30                                         |
| Linda                                                | 1970                  | 28-11-1970            | 4               | 10           | Nr. 6 in de Radio 2 Top 30                                          |
| Zonneschijn                                          | 1971                  | 27-03-1971            | 1 (2wk)         | 14           | Nr. 1 in de Radio 2 Top 30                                          |
| Aan mijn darling                                     | 1971                  | 07-08-1971            | 2               | 17           | Nr. 2 in de Radio 2 Top 30                                          |
| Alle wegen leiden naar Rome                          | 1971                  | 11-12-1971            | 7               | 15           | Nr. 4 in de Radio 2 Top 30                                          |
| Wat je diep treft (vergeet je nooit)                 | 1972                  | 01-04-1972            | 7               | 16           | Nr. 4 in de Radio 2 Top 30                                          |
| Bid voor mij                                         | 1972                  | 05-08-1972            | 4               | 12           | Nr. 5 in de Radio 2 Top 30                                          |
| Zonder jou ben ik verloren                           | 1972                  | 23-12-1972            | 6               | 16           | Nr. 5 in de Radio 2 Top 30                                          |
| Verboden dromen                                      | 1973                  | 05-05-1973            | 2               | 18           | Nr. 2 in de Radio 2 Top 30                                          |
| Er is een plaats in mijn armen                       | 1973                  | 15-09-1973            | 3               | 14           | Nr. 3 in de Radio 2 Top 30                                          |
| Alle dagen Kerstmis                                  | 1973                  | 22-12-1973            | 16              | 5            | Nr. 25 in de Radio 2 Top 30                                         |
| Nu sta ik daar                                       | 1974                  | 16-02-1974            | 6               | 15           | Nr. 11 in de Radio 2 Top 30                                         |
| Lady Eliza (Mijn eerste liefde)                      | 1974                  | 22-06-1974            | 19              | 7            | Nr. 14 in de Radio 2 Top 30                                         |
| Als je vanavond niet kunt slapen                     | 1974                  | 26-10-1974            | 7               | 9            | Nr. 9 in de Radio 2 Top 30                                          |
| Je zien huilen kan ik niet                           | 1975                  | 15-02-1975            | 10              | 13           | Nr. 12 in de Radio 2 Top 30                                         |
| Mon amour à moi                                      | 1975                  | 05-07-1975            | 6               | 13           | Nr. 8 in de Radio 2 Top 30                                          |
| Voor haar, voor hem, voor mij                        | 1975                  | 06-12-1975            | 12              | 7            | Nr. 17 in de Radio 2 Top 30                                         |
| Katarina                                             | 1975                  | 10-01-1976            | 27              | 1            |                                                                     |
| Doña Carmela                                         | 1976                  | 24-04-1976            | 5               | 17           | Nr. 7 in de Radio 2 Top 30                                          |
| Denk je nog wel eens aan mij                         | 1976                  | 28-08-1976            | 9               | 15           | Nr. 13 in de Radio 2 Top 30                                         |
| Nooit laat ik je gaan                                | 1976                  | 11-12-1976            | 12              | 7            | Nr. 13 in de Radio 2 Top 30                                         |
| Omdat ik Vlaming ben                                 | 1977                  | 19-03-1977            | 14              | 9            | Nr. 20 in de Radio 2 Top 30                                         |
| Zomerliefje                                          | 1977                  | 16-07-1977            | 12              | 8            | Nr. 19 in de Radio 2 Top 30                                         |
| Goodbye Elvis                                        | 1977                  | 10-09-1977            | 4               | 12           | Nr. 4 in de Radio 2 Top 30                                          |
| Een vrouw                                            | 1977                  | 04-02-1978            | 19              | 4            |                                                                     |
| Hier ben ik dan dj                                   | 1978                  | 22-04-1978            | 22              | 7            |                                                                     |
| To be or not to be disco                             | 1978                  | 01-07-1978            | 19              | 8            | Nr. 25 in de Radio 2 Top 30                                         |
| Kamer 501                                            | 1979                  | 03-03-1979            | 26              | 1            |                                                                     |
| Sil en de baby                                       | 1979                  | 05-05-1979            | 23              | 4            | Nr. 27 in de Radio 2 Top 30                                         |
| In mijn caravan                                      | 1979                  | 11-08-1979            | 15              | 8            |                                                                     |
| Een huisje in Montmartre                             | 1979                  | 05-01-1980            | 22              | 5            |                                                                     |
| Vaarwel                                              | 1980                  | 28-06-1980            | 15              | 9            |                                                                     |
| Hopeloos                                             | 1980                  | 03-01-1981            | 9               | 17           | Nr. 16 in de Radio 2 Top 30                                         |
| One way love                                         | 1981                  | 09-05-1981            | 34              | 4            | Nr. 25 in de Radio 2 Top 30                                         |
| 't Leven is als toneel                               | 1981                  | 13-06-1981            | 12              | 14           |                                                                     |
| Katia                                                | 1981                  | 09-01-1982            | 25              | 4            |                                                                     |
| Twee verliefde ogen                                  | 1982                  | 08-05-1982            | 20              | 5            | Nr. 30 in de Radio 2 Top 30                                         |
| De Rode Duivels gaan naar Spanje                     | 1982                  | 29-05-1982            | 4               | 10           | met de Rode Duivels / Nr. 4 in de Radio 2 Top 30                    |
| Eenzaam zonder jou (nieuwe versie)                   | 1982                  | 02-10-1982            | 26              | 4            | Nr. 20 in de Radio 2 Top 30                                         |
| Esperanza                                            | 1982                  | 03-11-1982            | 23              | 4            | Nr. 20 in de Radio 2 Top 30                                         |
| (Ga nooit alleen naar) Venetië                       | 1983                  | 11-06-1983            | 26              | 4            |                                                                     |
| Omdat ik van je hou                                  | 1983                  | 17-09-1983            | 22              | 4            |                                                                     |
| Ave Maria                                            | 1983                  | 31-12-1983            | 32              | 2            | Nr. 26 in de Radio 2 Top 30                                         |
| Vergeet Barbara                                      | 1984                  | 17-03-1984            | 14              | 10           |                                                                     |
| Ik mis je zo                                         | 1984                  | 30-06-1984            | 22              | 8            |                                                                     |
| Voorbij                                              | 1984                  | 10-11-1984            | 29              | 5            |                                                                     |
| Getto (In de ghetto)                                 | 1984                  | 09-02-1985            | 19              | 7            | met The Jordanaires                                                 |
| Tokyo by night                                       | 1985                  | 22-06-1985            | 29              | 2            |                                                                     |
| Een eenzaam hart (hoor je niet breken)               | 1985                  | 28-09-1985            | 20              | 8            | Nr. 30 in de Radio 2 Top 30                                         |
| Gelukkig samen                                       | 1986                  | 15-02-1986            | 21              | 8            | met Bonnie St. Claire                                               |
| De Rode Duivels gaan naar Mexico                     | 1986                  | 07-06-1986            | 38              | 2            |                                                                     |
| Laat ze gaan                                         | 1987                  | 02-01-1988            | 28              | 4            |                                                                     |
| Hij kan niet zonder jou                              | 1988                  | 12-03-1988            | 28              | 4            |                                                                     |
| Mooi, 't leven is mooi                               | 1989                  | 04-02-1989            | 14              | 16           |                                                                     |
| Geef me liefde                                       | 1989                  | 08-07-1989            | 9               | 10           |                                                                     |
| De noorderwind                                       | 1989                  | 14-10-1989            | 11              | 11           |                                                                     |
| Bella Africa                                         | 1990                  | 17-02-1990            | 49              | 2            |                                                                     |
| De Rode Duivels gaan naar Rome                       | 1990                  | 23-06-1990            | 32              | 3            | met de Rode Duivels                                                 |
| In de armen van een ander                            | 1990                  | 01-09-1990            | 20              | 9            |                                                                     |
| Het staat in de sterren geschreven                   | 1991                  | 09-03-1991            | 39              | 6            | met Jody Pijper                                                     |
| Zoals die zomer van Tien Om Te Zien                  | 1991                  | 20-07-1991            | 17              | 7            |                                                                     |
| Met rock 'n roll in mijn hart                        | 1991                  | 28-12-1991            | 13              | 10           |                                                                     |
| Alles                                                | 1992                  | 04-04-1992            | 6               | 12           |                                                                     |
| Helena                                               | 1992                  | 25-07-1992            | 13              | 14           |                                                                     |
| Moa ven toh                                          | 1992                  | 07-11-1992            | 9               | 12           |                                                                     |
| Kerstmis met jou                                     | 1992                  | 26-12-1992            | 27              | 5            |                                                                     |
| Niemand, niemand                                     | 1993                  | 27-03-1993            | 38              | 5            |                                                                     |
| Boven de wolken                                      | 1993                  | 11-09-1993            | 17              | 10           |                                                                     |
| Hoop doet leven                                      | 1993                  | 18-12-1993            | 27              | 10           |                                                                     |
| Een leven zonder liefde                              | 1994                  | 19-03-1994            | 40              | 10           |                                                                     |
| Hemelsblauw                                          | 1994                  | 30-07-1994            | 5               | 26           |                                                                     |
| Tussen jou en mij                                    | 1994                  | 28-01-1995            | 16              | 14           | Nr. 16 in de Radio 2 Top 30                                         |
| La melodia                                           | 1995                  | 13-05-1995            | 6               | 14           | Nr. 6 in de Radio 2 Top 30                                          |
| Een hart van goud                                    | 1995                  | 07-10-1995            | 13              | 9            | Nr. 13 in de Radio 2 Top 30                                         |
| Ik hoor je toe                                       | 1995                  | 30-12-1995            | 34              | 8            |                                                                     |
| De vreugde van de winnaar                            | 1996                  | 21-09-1996            | 27              | 4            | Nr. 27 in de Radio 2 Top 30                                         |
| Laat de liefde niet voorbijgaan                      | 1996                  | 21-12-1996            | 34              | 2            |                                                                     |
| De mooiste                                           | 1997                  | 07-06-1997            | 14              | 9            | Nr. 14 in de Radio 2 Top 30                                         |
| De zomer boogie woogie                               | 1997                  | 23-08-1997            | 22              | 6            | Nr. 22 in de Radio 2 Top 30                                         |
| Oh, my love                                          | 1997                  | 29-11-1997            | 20              | 8            | Nr. 20 in de Radio 2 Top 30                                         |
| 17 dagen op zee                                      | 1998                  | 28-02-1998            | tip4            | -            |                                                                     |
| Alleen gaan                                          | 1998                  | 20-06-1998            | 12              | 14           | Nr. 12 in de Radio 2 Top 30                                         |
| Rendez-vous in 2000                                  | 1998                  | 12-12-1998            | tip14           | -            |                                                                     |
| Zwart geel rouge                                     | 1999                  | 11-12-1999            | 38              | 4            | met Rob Vanoudenhoven en Arno (als De III Belgen)                   |
| Sorry                                                | 2000                  | 25-03-2000            | 50              | 1            |                                                                     |
| Kom doe de line dance                                | 2000                  | 02-09-2000            | 26              | 11           | Nr. 26 in de Radio 2 Top 30                                         |
| Ware liefde                                          | 2000                  | 09-12-2000            | tip15           | -            |                                                                     |
| Geef al je zorgen maar aan mij                       | 2001                  | 19-05-2001            | tip13           | -            | Nr. 15 in de Radio 2 Top 30                                         |
| Ik ben vrij!                                         | 2001                  | 01-09-2001            | 39              | 2            | Nr. 21 in de Radio 2 Top 30                                         |
| Maria (Zo gaat dat altijd)                           | 2001                  | 03-08-2002            | 39              | 4            | met The London Philharmonic Orchestra / Nr. 14 in de Radio 2 Top 30 |
| Amen (Laat de zon in je hart)                        | 2003                  | 26-07-2003            | tip17           | -            | m.m.v. Enes & The Worshippers                                       |
| Daar sta je dan                                      | 2004                  | 18-12-2004            | 39              | 2            | Nr. 19 in de Radio 2 Top 30                                         |
| Vlaanderen zingt Vlaanderen danst                    | 2006                  | 09-09-2006            | 49              | 1            | Nr. 30 in de Radio 2 Top 30                                         |
| Ik ben een zanger                                    | 2012                  | 03-03-2012            | tip19           | -            | Nr. 18 in de Radio 2 Top 30                                         |
| Zeg nooit                                            | 2012                  | 16-06-2012            | tip18           | -            |                                                                     |
| In de schaduw van de maan                            | 2012                  | 29-09-2012            | tip29           | -            |                                                                     |
| Winter                                               | 2012                  | 08-12-2012            | tip27           | -            |                                                                     |
| Alleen gaan                                          | 2012                  | 22-12-2012            | tip46           | -            | met Andrei Lugovski                                                 |
| Een vrouw zoals jij                                  | 2013                  | 29-06-2013            | tip50           | -            |                                                                     |
| Waar je ook maar bent                                | 2014                  | 08-02-2014            | tip29           | -            |                                                                     |
| Viva la vida                                         | 2015                  | 06-06-2015            | tip15           | -            |                                                                     |
| Als de zomer weer voorbij zal zijn                   | 2015                  | 19-09-2015            | tip12           | -            | met Triggerfinger                                                   |
| Valentijn                                            | 2016                  | 16-01-2016            | tip5            | -            |                                                                     |
| Waarom sta je stil?                                  | 2016                  | 12-03-2016            | tip8            | -            |                                                                     |
| Route 66                                             | 2016                  | 09-07-2016            | tip4            | -            |                                                                     |
| Blijf bij mij                                        | 2017                  | 09-09-2017            | tip13           | -            |                                                                     |
| Heimwee naar huis (Live)                             | 2017                  | 18-11-2017            | tip30           | -            |                                                                     |
| Als de muren konden praten (Live)                    | 2018                  | 27-01-2018            | tip             | -            |                                                                     |
| Hoop doet leven                                      | 2018                  | 15-09-2018            | tip18           | -            | met Slongs                                                          |
| Als ik terugkijk                                     | 2023                  | 11-06-2023            | 31              | 1*           |                                                                     |

| Single met eventuele hitnotering(en) in de Nederlandse Top 40 | Datum van verschijnen | Datum van binnenkomst | Hoogste positie | Aantal weken | Opmerkingen                                   |
| ------------------------------------------------------------- | --------------------- | --------------------- | --------------- | ------------ | --------------------------------------------- |
| Pré-Top 40                                                    |                       |                       |                 |              |                                               |
| Eenzaam zonder jou                                            | 1962                  | 06-1963               | 23              | 4            |                                               |
| Tijd voor Teenagers Top 10                                    |                       |                       |                 |              |                                               |
| Draai 797204                                                  | 1964                  | 16-05-1964            | 10              | 1            |                                               |
| Top 40                                                        |                       |                       |                 |              |                                               |
| Horen, zien en zwijgen                                        | 1967                  | 26-08-1967            | tip9            | -            |                                               |
| Arme Joe                                                      | 1967                  | 02-12-1967            | tip16           | -            |                                               |
| 20 minuten geduld                                             | 1968                  | 16-03-1968            | tip6            | -            |                                               |
| Viva el amor                                                  | 1968                  | 22-06-1968            | tip12           | -            |                                               |
| Verboden dromen                                               | 1973                  | 23-06-1973            | tip12           | -            |                                               |
| Hier ben ik dan dj                                            | 1978                  | 22-04-1978            | tip11           | -            |                                               |
| Hopeloos                                                      | 1980                  | 13-06-1981            | 10              | 9            | Nr. 6 in de Single Top 100                    |
| Het staat in de sterren geschreven                            | 1991                  | 08-06-1991            | tip12           | -            | met Jody Pijper / Nr. 64 in de Single Top 100 |
| Hemelsblauw                                                   | 1997                  | -                     |                 |              | Nr. 100 in de Single Top 100                  |

### NPO Radio 2 Top 2000
| Nummer met noteringen in de NPO Radio 2 Top 2000 | '06  | '07  | '08  |
| ------------------------------------------------ | ---- | ---- | ---- |
| Eenzaam zonder jou                               | 1749 | 1453 | 1983 |

1. ↑  Een vetgedrukt getal geeft de hoogste notering aan.
2. ↑  2006 was het eerste jaar met een notering voor dit nummer.
3. ↑  Deze tabel is bijgewerkt tot en met de meest recente editie (2024).